# Robersart
Robersart est une commune française située dans le département du Nord (59), en région Hauts-de-France.

## Géographie

### Communes limitrophes
| Poix-du-Nord |                  | Preux-au-Bois |
| Bousies      | Robersart        |               |
|              | Fontaine-au-Bois | Locquignol    |

### Hydrographie

#### Réseau hydrographique
La commune est située dans le bassin Artois-Picardie. Elle est drainée par le ruisseau des Harpies et le ruisseau le Vivreuil,,.
Le ruisseau des Harpies, d'une longueur de 24 km, prend sa source dans la commune de Landrecies et se jette  dans l'Écaillon à Vendegies-sur-Écaillon, après avoir traversé onze communes. 

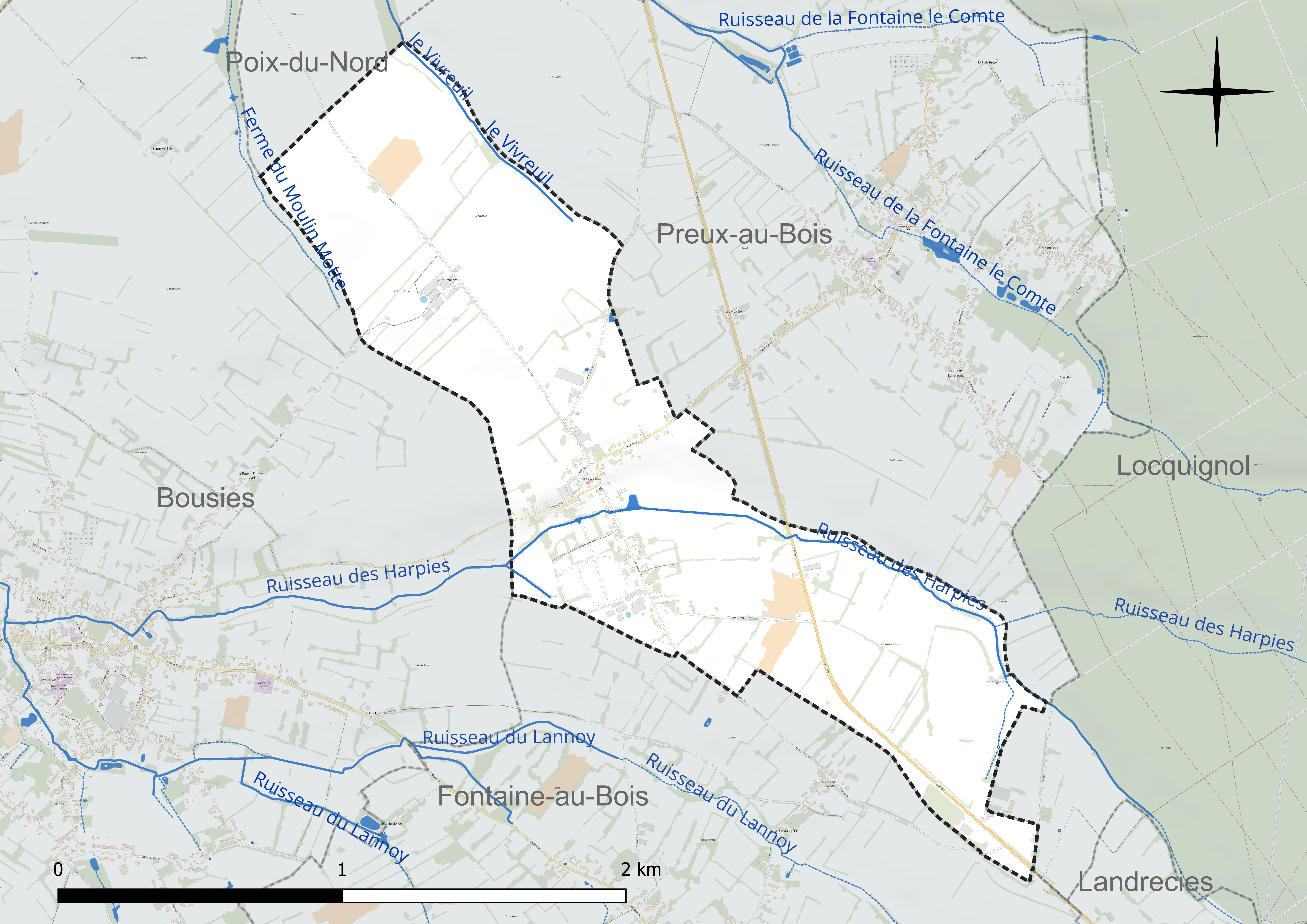
Réseau hydrographique de Robersart.

#### Gestion et qualité des eaux
Le territoire communal est couvert par le schéma d'aménagement et de gestion des eaux (SAGE) « Escaut ». Ce document de planification concerne un territoire de 2 005 km2 de superficie, délimité par le bassin versant de l'Escaut. Le périmètre a été arrêté le 9 juin 2006 et le SAGE proprement dit a été approuvé le 13 juillet 2021. La structure porteuse de l'élaboration et de la mise en œuvre est le syndicat mixte Escaut et Affluents (SyMEA). 
La qualité des cours d'eau peut être consultée sur un site dédié géré par les agences de l'eau et l'Agence française pour la biodiversité. 

### Climat
Pour des articles plus généraux, voir Climat des Hauts-de-France et Climat du Nord.
En 2010, le climat de la commune est de type climat océanique dégradé des plaines du Centre et du Nord, selon une étude du CNRS s'appuyant sur une série de données couvrant la période 1971-2000. En 2020, Météo-France publie une typologie des climats de la France métropolitaine dans laquelle la commune est exposée à un climat océanique altéré et est dans la région climatique  Nord-est du bassin Parisien, caractérisée par un ensoleillement médiocre, une pluviométrie moyenne régulièrement répartie au cours de l'année et un hiver froid (3 °C).
Pour la période 1971-2000, la température annuelle moyenne est de 9,9 °C, avec une amplitude thermique annuelle de 14,9 °C. Le cumul annuel moyen de précipitations est de 844 mm, avec 12,7 jours de précipitations en janvier et 9,4 jours en juillet. Pour la période 1991-2020, la température moyenne annuelle observée sur la station météorologique la plus proche, située sur la commune de Saint-Hilaire-sur-Helpe à 19 km à vol d'oiseau, est de 10,5 °C et le cumul annuel moyen de précipitations est de 802,4 mm,. Pour l'avenir, les paramètres climatiques de la commune estimés pour 2050 selon différents scénarios d'émission de gaz à effet de serre sont consultables sur un site dédié publié par Météo-France en novembre 2022.

## Urbanisme

### Typologie
Au 1er janvier 2024, Robersart est catégorisée commune rurale à habitat dispersé, selon la nouvelle grille communale de densité à sept niveaux définie par l'Insee en 2022.
Elle appartient à l'unité urbaine de Poix-du-Nord, une agglomération intra-départementale regroupant cinq  communes, dont elle est une commune de la banlieue,,. La commune est en outre hors attraction des villes,.

### Occupation des sols
L'occupation des sols de la commune, telle qu'elle ressort de la base de données européenne d'occupation biophysique des sols Corine Land Cover (CLC), est marquée par l'importance des territoires agricoles (89 % en 2018), une proportion identique à celle de 1990 (89 %). La répartition détaillée en 2018 est la suivante : 
terres arables (49,3 %), prairies (39,7 %), zones urbanisées (11 %). L'évolution de l'occupation des sols de la commune et de ses infrastructures peut être observée sur les différentes représentations cartographiques du territoire : la carte de Cassini (XVIIIe siècle), la carte d'état-major (1820-1866) et les cartes ou photos aériennes de l'IGN pour la période actuelle (1950 à aujourd'hui).

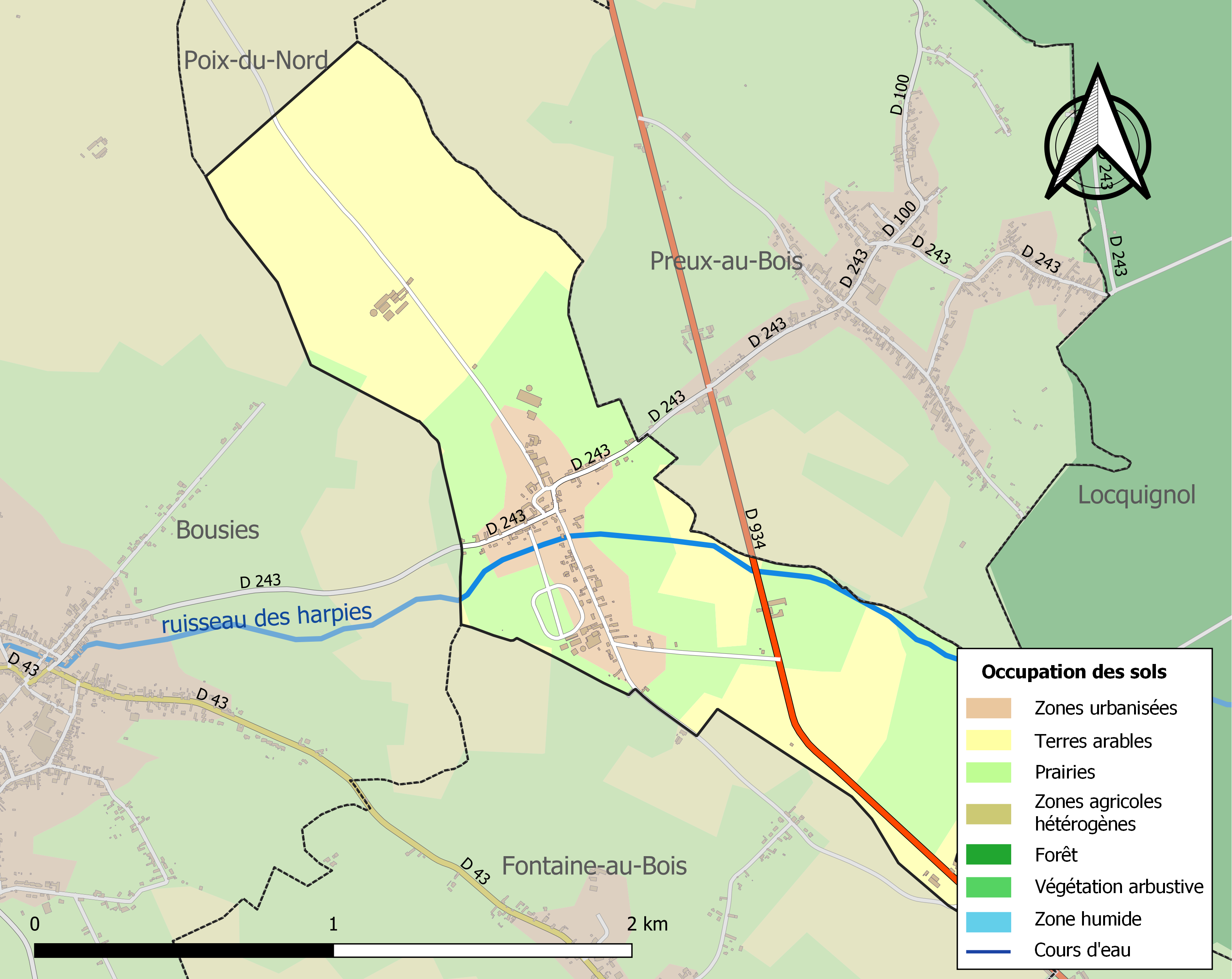
Carte des infrastructures et de l'occupation des sols de la commune en 2018 (CLC).

## Histoire
La terre et la bourgade de Robersart, depuis le Moyen Âge, dépendaient de la prévôté du Quesnoy en comté de Hainaut.
À la fin du XVe siècle, le fief et la terre de Robersart  tombèrent par héritage dans l'escarcelle de la descendance de Nicolas Rolin, célèbre chancelier du duc Philippe III de Bourgogne, en la personne de François Rolin, écuyer, puis chevalier seigneur de Beaucamps (près de Lille) et de Savoisy (auj., arr. de Châtillon en Côte-d'Or) et capitaine de la cité d'Autun (Bourgogne). En mai 1500, le roi de France Louis XII, céda au dit François Rolin tous les droits du fisc dans le temporel de l'évêché d'Autun : François est à cette époque bailli d'épée d'Autun. Il avait épousé Jeanne de Bourbon-Duisans, issue de la famille royale de France et, c'est par son épouse que le fief et la terre de Robersart en comté de Hainaut passèrent dans ses mains : la grand-mère de Jeanne était en effet Catherine de Robersart.
Jehan Rolin, écuyer puis chevalier et fils aîné du couple François Rolin et Jeanne de Bourbon-Duisans hérita des fiefs et terres de ses parents : il fut ainsi seigneur de Duisans (près d'Arras) de Beaucamps, de Monétay (auj., arr. de Lons-le-Saunier, dép. du Jura), Savoisy et, de Robersart en Hainaut. Le nouveau seigneur de Robersart pouvait exercer sur sa terre les haute, moyenne et basse justices (justice seigneuriale). Bailli d'épée d'Autun en 1520, il demeura dans cette ville avec sa famille : il avait épousé Marie de Cugnac qui était veuve de son époux avant octobre 1528.
François Rolin, écuyer et, plus tard chevalier, fils aîné du précité couple Jehan Rolin et Marie de Cugnac, hérita en 1528 ou 1529, des fiefs et terres de ses parents. Il devint ainsi le nouveau seigneur de Beaucamps, de Duisans, de Monétay, de Savoisy et de Robersart en Hainaut. Nous le rencontrons également, bailli d'épée d'Autun. Il épousera Louise de Maslain (Maslain ou Malain, près de Dijon) : le couple aura trois filles, Jehanne, Nicole et Louise Rolin. Tout comme son père, il pouvait exercer les haute, moyenne et basse justices sur sa terre de Robersart. Il décidera cependant de céder sa terre de Robersart en faveur de son oncle le chevalier Georges Rolin seigneur de Savoisy et d'Aymeries (Aymeries en Hainaut; aujourd'hui, en département du Nord).  Pour ce faire, le 10 novembre 1534, l'empereur Charles Quint pria ses Hommes de fief (représentants notariaux) du pays et comté de Hainaut attachés à la Cour de Mons à savoir Jehan Durant, Jacques de Sury, Andrieu de le Vigne, Henri Bernachier et Philippe de Hauchin de se rendre tant à Paris pour y rencontrer le précité François Rolin, écuyer, seigneur de Beauchamps, Duisans de Robersart qu'en la ville de Mons pour y rencontrer le chevalier Georges Rolin seigneur d'Aymeries. Ces représentants notariaux spécialisés en la jurisprudence et aux us et coutumes féodaux hennuyers actèrent en date du 4 mai 1537, la cession du fief et de la terre de Robersart, du neveu (François Rolin) à son oncle (Georges Rolin).
En 1537, le chevalier Georges Rolin, seigneur de Savoisy et d'Aymeries, devint ainsi le nouveau seigneur de Robersart, exerçant les haute, moyenne et basse justices en ce lieu. Georges Rolin était le second fils du couple François Rolin et Jeanne de Bourbon-Duisans. Il avait épousé Anne de Hamal (fille du baron Jehan de Hamal) et eut une fille de son union : Anne Rolin. Il fut également maréchal et veneur de Hainaut et fut un des députés de la noblesse des États de Hainaut, présent en 1555, lors de l'abdication de Charles Quint à Gand. Il décéda en 1566.
À son décès, Anne Rolin, sa fille, hérita des fiefs et terres de son père dont celui de Robersart. La nouvelle Dame de Robersart épousa en premières noces, le 28 mai 1555, Maximilien de Melun vicomte de Gand (décédé sans postérité en 1572) et en secondes noces Robert de Melun, chevalier et général de cavalerie du roi Philippe II d'Espagne et souverain des Pays-Bas (Robert fut tué au siège d'Anvers en 1585.) Anne Rolin, dame de Robersart, décéda en avril 1603 sans postérité. Ses terres et fiefs furent partagés entre ses parents collatéraux par les femmes des seigneurs de Duisans.
Ainsi à cette date (1603), la terre de Robersart, tomba dans les mains de Jehanne Rolin dame de Beaucamps, de Duisans et fille aînée du couple précité François Rolin et Louise de Maslain. Jehanne, la nouvelle dame de Robersart épousera Charles le Danois chevalier et seigneur de Joffreville, dont descendance.
À la fin du XVIIIe - début du XIXe siècle, Simon-Joseph Robert est comte de Robersart et seigneur de Choisy. Il a pour épouse Marie-Joseph-Philippine de Sart de Molembaix.
1918 : Situé en zone occupée par les troupes allemandes pendant la grande guerre, le village est libéré par des troupes anglaises le 24 octobre 1918.

## Héraldique
|  | Les armes de Robersart se blasonnent ainsi : « De sinople au lion d'or armé et lampassé de gueules. » - Ce blason est celui des tout premiers seigneurs de Robersart : la terre de Robersart servit de berceau à l'ancienne famille hainuyère de ce nom, connue déjà en l'an 1120. |

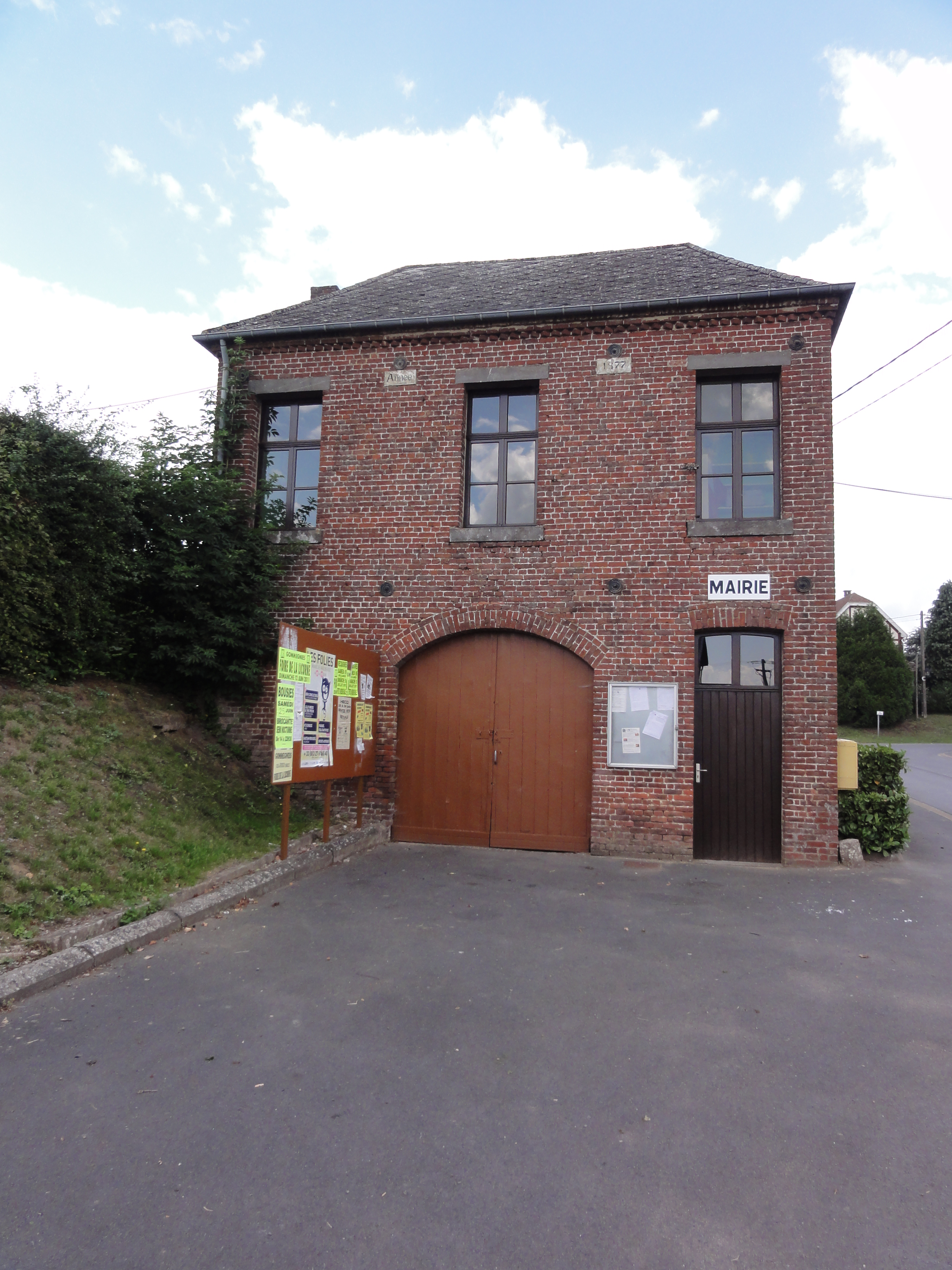
La mairie

## Politique et administration
Maire de 1802 à 1807 : Ferdinand Becar,.

Maire en 1939 : Pottier.
| Identité                                     | Période     | Période  | Durée                     | Étiquette     |
| Identité                                     | Début       | Fin      | Durée                     | Étiquette     |
| -------------------------------------------- | ----------- | -------- | ------------------------- | ------------- |
| André Jacquinet (d) (né le 13 novembre 1940) | mars 1989   | mai 2020 | 31 ans et 2 mois          | divers gauche |
| Anita Lefevre (d) (née le 22 avril 1955)     | 23 mai 2020 | En cours | 5 ans, 2 mois et 15 jours |               |

## Population et société

### Démographie

#### Évolution démographique
L'évolution du nombre d'habitants est connue à travers les recensements de la population effectués dans la commune depuis 1793. Pour les communes de moins de 10 000 habitants, une enquête de recensement portant sur toute la population est réalisée tous les cinq ans, les populations de référence des années intermédiaires étant quant à elles estimées par interpolation ou extrapolation. Pour la commune, le premier recensement exhaustif entrant dans le cadre du nouveau dispositif a été réalisé en 2004.

En 2022, la commune comptait 208 habitants, en évolution de +17,51 % par rapport à 2016 (Nord : +0,51 %, France hors Mayotte : +2,11 %).
| 1793 | 1800 | 1806 | 1821 | 1831 | 1836 | 1841 | 1846 | 1851 |
| ---- | ---- | ---- | ---- | ---- | ---- | ---- | ---- | ---- |
| 150  | 92   | 144  | 216  | 243  | 254  | 265  | 305  | 255  |

| 1856 | 1861 | 1866 | 1872 | 1876 | 1881 | 1886 | 1891 | 1896 |
| ---- | ---- | ---- | ---- | ---- | ---- | ---- | ---- | ---- |
| 253  | 291  | 283  | 270  | 250  | 263  | 270  | 245  | 220  |

| 1901 | 1906 | 1911 | 1921 | 1926 | 1931 | 1936 | 1946 | 1954 |
| ---- | ---- | ---- | ---- | ---- | ---- | ---- | ---- | ---- |
| 240  | 234  | 210  | 194  | 203  | 197  | 190  | 180  | 167  |

| 1962 | 1968 | 1975 | 1982 | 1990 | 1999 | 2004 | 2006 | 2009 |
| ---- | ---- | ---- | ---- | ---- | ---- | ---- | ---- | ---- |
| 169  | 152  | 150  | 144  | 173  | 170  | 160  | 164  | 187  |

| 2014 | 2019 | 2022 | - | - | - | - | - | - |
| ---- | ---- | ---- | - | - | - | - | - | - |
| 177  | 198  | 208  | - | - | - | - | - | - |

#### Pyramide des âges
La population de la commune est relativement jeune.
En 2018, le taux de personnes d'un âge inférieur à 30 ans s'élève à 35,4 %, soit en dessous de la moyenne départementale (39,5 %). À l'inverse, le taux de personnes d'âge supérieur à 60 ans est de 23,8 % la même année, alors qu'il est de 22,5 % au niveau départemental.
En 2018, la commune comptait 102 hommes pour 89 femmes, soit un taux de 53,4 % d'hommes, largement supérieur au taux départemental (48,23 %).
Les pyramides des âges de la commune et du département s'établissent comme suit.
| Hommes | Classe d’âge | Femmes |
| ------ | ------------ | ------ |
| 0,0    | 90 ou +      | 1,1    |
| 3,8    | 75-89 ans    | 6,5    |
| 16,0   | 60-74 ans    | 20,7   |
| 22,6   | 45-59 ans    | 18,5   |
| 19,8   | 30-44 ans    | 20,7   |
| 16,0   | 15-29 ans    | 14,1   |
| 21,7   | 0-14 ans     | 18,5   |

| Hommes | Classe d’âge | Femmes |
| ------ | ------------ | ------ |
| 0,5    | 90 ou +      | 1,4    |
| 5,3    | 75-89 ans    | 8,1    |
| 14,8   | 60-74 ans    | 16,2   |
| 19,1   | 45-59 ans    | 18,4   |
| 19,5   | 30-44 ans    | 18,7   |
| 20,7   | 15-29 ans    | 19,1   |
| 20,2   | 0-14 ans     | 18     |

## Lieux et monuments
- L'église Saint-Jean-Baptiste, originairement de 1482, reconstruit au XIXe siècle.
- Une motte féodale du XIIe siècle.
- Le calvaire au lieu-dit Calvaire.
- Quelques chapelles-oratoires.

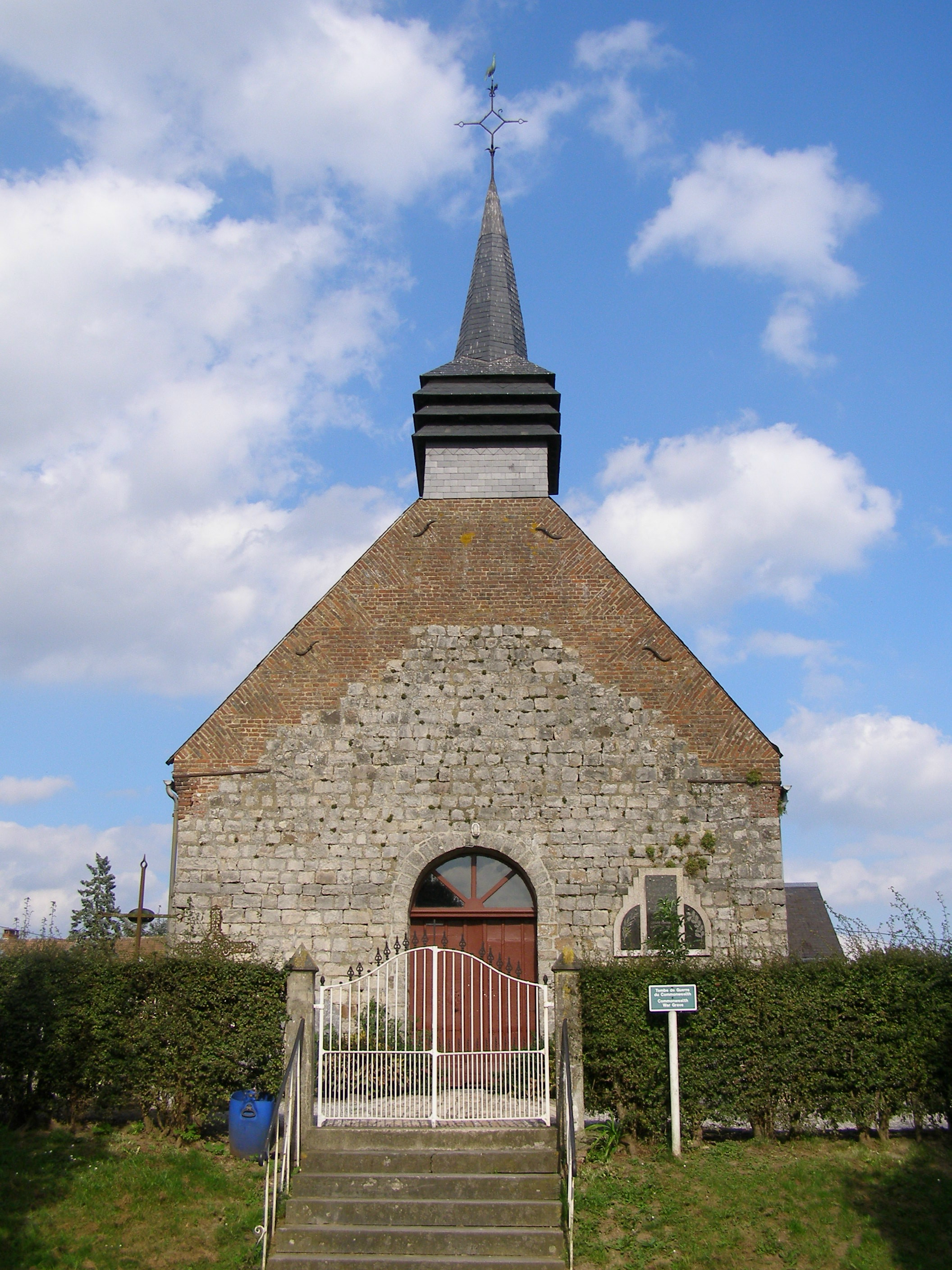
L'église Saint-Jean-Baptiste
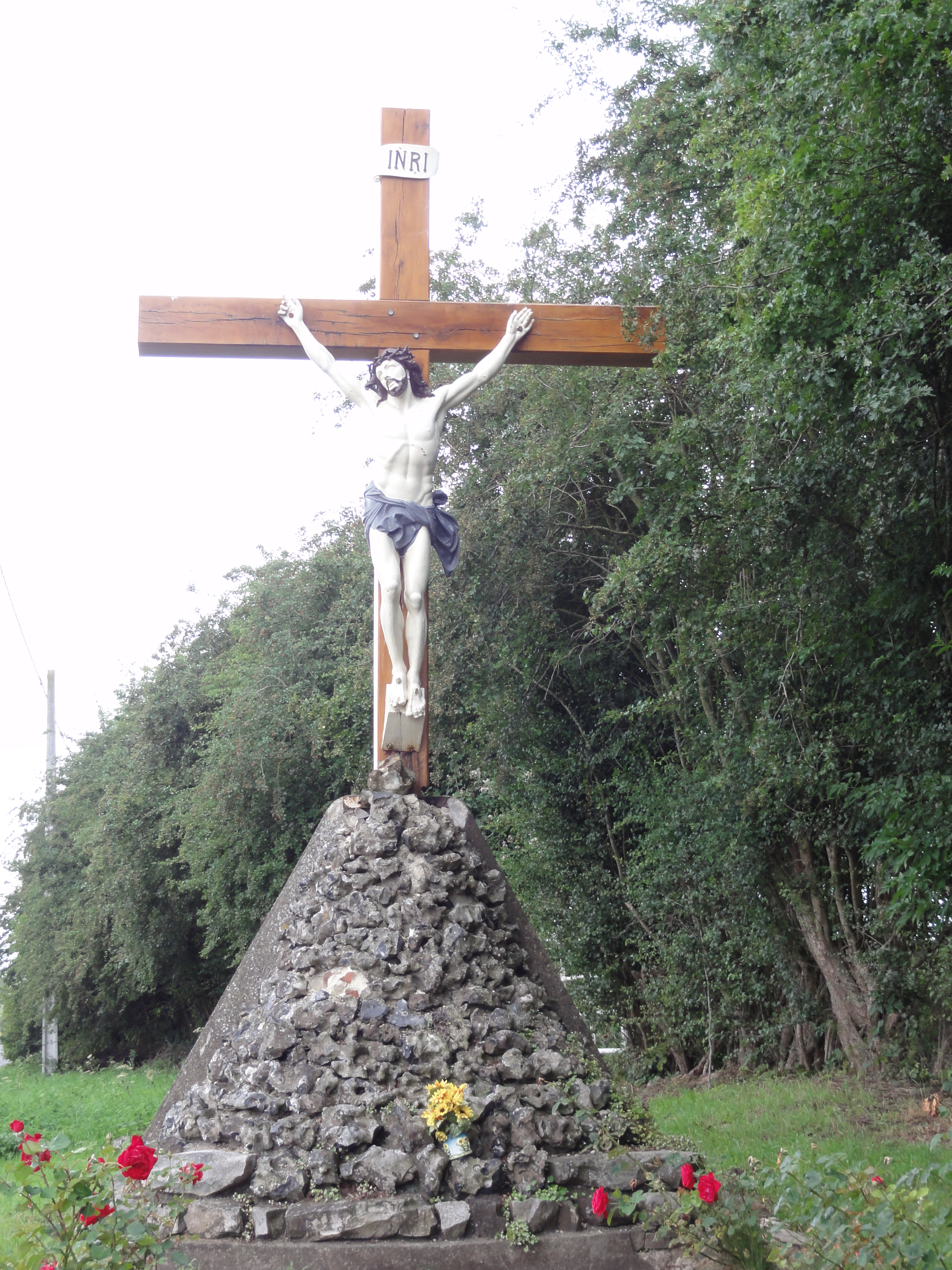
Le Calvaire
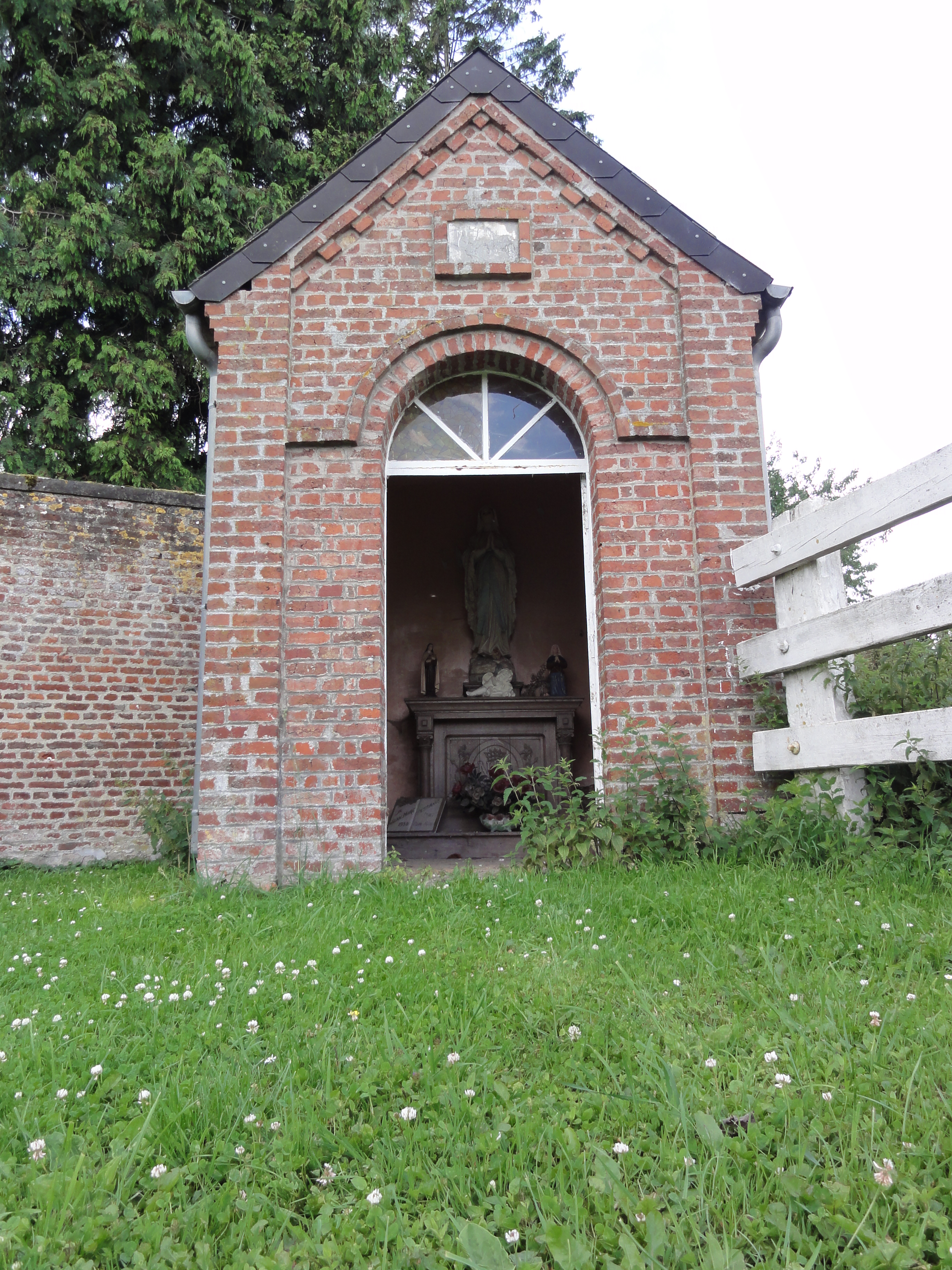
Chapelle Notre Dame de Lourdes

## Pour approfondir